# Linia kolejowa Olomouc – Opava východ
Linia kolejowa Olomouc – Opava východ – linia kolejowa w Czechach, biegnąca przez kraje: morawsko-śląski i ołomuniecki, od Opawy do Ołomuńca.